# Конні Андерссон
Конні Андерссон (швед. Conny Andersson; 28 грудня 1939 року, Алінгсос, Швеція) — шведський автогонщик, учасник чемпіонату світу з автогонок у класі Формула-1.

## Біографія
В юності займався мотокросом, а в 1970 році дебютував у шведському чемпіонаті Формули-3. В 1974 році став чемпіоном шведської Формули-3. У 1975 році дебютував в європейській Формулі-3 та здобув перемогу на трасі в Монте-Карло, але був позбавлений перемоги через фальстарт. Пізніше в сезоні він здобув перемогу на домашній трасі Андерсторп. Він закінчив сезон європейської Формули-3 на другому місці. В наступному році цієї серії він здобув чотири перемоги та знову закінчив чемпіонат на другій позиції, поступившись Ріккардо Патрезе. У 1976 році взяв участь в гонці Формули-1 на Гран-прі Нідерландів у складі команди Surtees, але був змушений зійти з дистанції на 9 колі через несправність двигуна. В 1977 році приєднався до команди Формули-1 Stanley-BRM та взяв участь у чотирьох етапах Формули-1, на яких жодного разу не пройшов кваліфікацію. Він мав надії на сезон 1978 року, але отримав пропозицію лише від команди Merzario. Андерссон вирішив відмовитись від пропозиції після невтішних тестів, оскільки болід команди виявився неконкурентоспроможним. Після невдачі в Формулі-1 Андерссон вирішив завершити кар'єру.

## Результати виступів у Формулі-1
| Рік      | Команда                    | Шасі         | Двигун      | 1   | 2   | 3   | 4   | 5       | 6   | 7       | 8       | 9       | 10  | 11  | 12       | 13  | 14  | 15  | 16  | 17  | Місце | Очки |
| -------- | -------------------------- | ------------ | ----------- | --- | --- | --- | --- | ------- | --- | ------- | ------- | ------- | --- | --- | -------- | --- | --- | --- | --- | --- | ----- | ---- |
| 1976     | Team Surtees               | Surtees TS19 | Cosworth V8 | БРА | ПАР | СШЗ | ІСП | БЕЛ     | МОН | ШВЦ     | ФРА     | ВЕЛ     | НІМ | АВТ | НІД Схід | ІТА | КАН | США | ЯПО |     | —     | 0    |
| 1977     | Rotary Watches Stanley BRM | BRM P207     | BRM V12     | АРГ | БРА | ПАР | СШЗ | ІСП НКВ | МОН | БЕЛ НКВ | ШВЦ НКВ | ФРА НКВ | ВЕЛ | НІМ | АВТ      | НІД | ІТА | США | КАН | ЯПО | —     | 0    |
| Джерело: |                            |              |             |     |     |     |     |         |     |         |         |         |     |     |          |     |     |     |     |     |       |      |